# Haut Limbé
Haut Limbé (también denominada Acul Jeanot) es una sección de comuna que forma parte de la comuna haitiana de Limbé.

## Demografía
| Gráfica de evolución demográfica de Haut Limbé entre 2009 y 2015 |
|                                                                  |

Los datos demográficos contemplados en este gráfico de la sección de comuna de Haut Limbé son estimaciones que se han cogido para los años 2009, 2012 y 2015 de la página del Instituto Haitiano de Estadística e Informática (IHSI).